# ホンダ・NSX (2016年)
NSX（エヌエスエックス）は、本田技研工業が生産・販売していたミッドシップ2シーターのスポーツカー。
1990年から2006年まで販売されていたNSXの後継モデルであり、ハイブリッドシステムを搭載している。

## 概要
2代目NSXの開発は、栃木県にある本田技術研究所が中心となって行った。3.5LV型6気筒ガソリンエンジンを先代同様ミッドシップに配置し、さらにハイブリッドシステムSPORT HYBRID SH-AWDを採用し、リチウムイオン電池を72個、モーターを3基（エンジンアシストするダイレクトドライブモーター1基、前輪を左右独立で駆動するツインモーターユニット内に2基）搭載する。出力はエンジンが507PS、ドライブモーターが48PS、前輪のモーターがそれぞれ37PSで、システム最高出力は581PSを発揮する。ボディサイズは全長4,490mm×全幅1,940mm×高1,215mmとなり、先代モデルから全長40mm、全幅130mm、全高45mmそれぞれ拡大された。またエンジンの搭載向きが先代の横置きから縦置きとなった。V6エンジンのブロックとヘッドは、コスワースの製造拠点で生産されている。生産はホンダのアメリカ拠点でもあるオハイオ州メアリーズビルに80億円をかけて設立した専用工場で行われる。
車名は初代の（New Sportscar X）ではなく、新時代のスーパースポーツ体験（New Sports eXperience）からきている。日本での発売は2017年2月27日から（アイアンブレーキローター装着車は2017年5月予定）でモノグレード（NSX）のみの展開、価格は2,370万円（消費税8%込）と日本で発売するホンダ車の中では最高値（NSX-R GTを除く）となると同時に、2016年8月時点における日本で販売される日本メーカー製車両の最高額となる。性能・価格共にポルシェ・911ターボやアウディ・R8などのスポーツカーやスーパーカーと肩を並べることとなった。なお既存の工場で混流生産される日産・GT-Rに対し、専用工場などの設備投資を行ったNSXは価格が上昇したという意見もある。
2016年12月に、2016-2017日本カー・オブ・ザ・イヤー「実行委員会特別賞」を受賞した。年間販売予定が日本カー・オブ・ザ・イヤーのノミネート基準である500台に満たないものの、ハイブリッドスーパースポーツカーの完成度の高さが評価されたことで、「特別賞として記録に留めるべき」との実行委員会の判断により決定された。さらに、オートカラーアウォード2016においては、バレンシアレッド・パール（ext）/レッド（int）とヌーベルブルー・パール（ext）/オーキッド（int）の2種類が特別賞を受賞した。NSXは、米国の雑誌「Road & Track」で『パフォーマンス・カー・オブ・ザ・イヤー2017』に選ばれ、「道路でもサーキットでもスリリングな走りができる」と評価されました。また、ハイブリッドスーパーカーが従来のスーパーカーと同等以上の楽しさを提供できることを証明したことにもなった。 同じテストで、NSXはアウディ・R8 V10 plus、ポルシェ・911ターボS、日産・GT-R NISMOといった主要なライバルを打ち負かした。
日産・GT-Rと同じく、カーナビゲーションと連動してスピードリミッターを解除できる機能があり、300km/h以上での走行が可能となる（欧米仕様で最高速度308km/h）。2023年9月現在、日本車で300km/h以上での走行が可能な車種は、NSXの他には日産・GT-Rとレクサス・LFAが存在するのみである。
生産累計台数は、2021年の時点で2,558台。日本国内の輸入販売台数は464台。
2021年8月3日、2022年末での生産終了を発表。専用工場は6年ほどの稼働で閉鎖される。最終モデルとして発表された「タイプS」は、世界で350台の限定生産で、日本では30台が販売された。また、アメリカでは発表から1日も経たずに完売した。タイプSは、ロングビーチグランプリストリートサーキットで2019年モデルの記録を約3秒更新し、ストリートリーガルのラップレコードを更新した。

## 歴史 NC1型 (2016年 - 2022年)

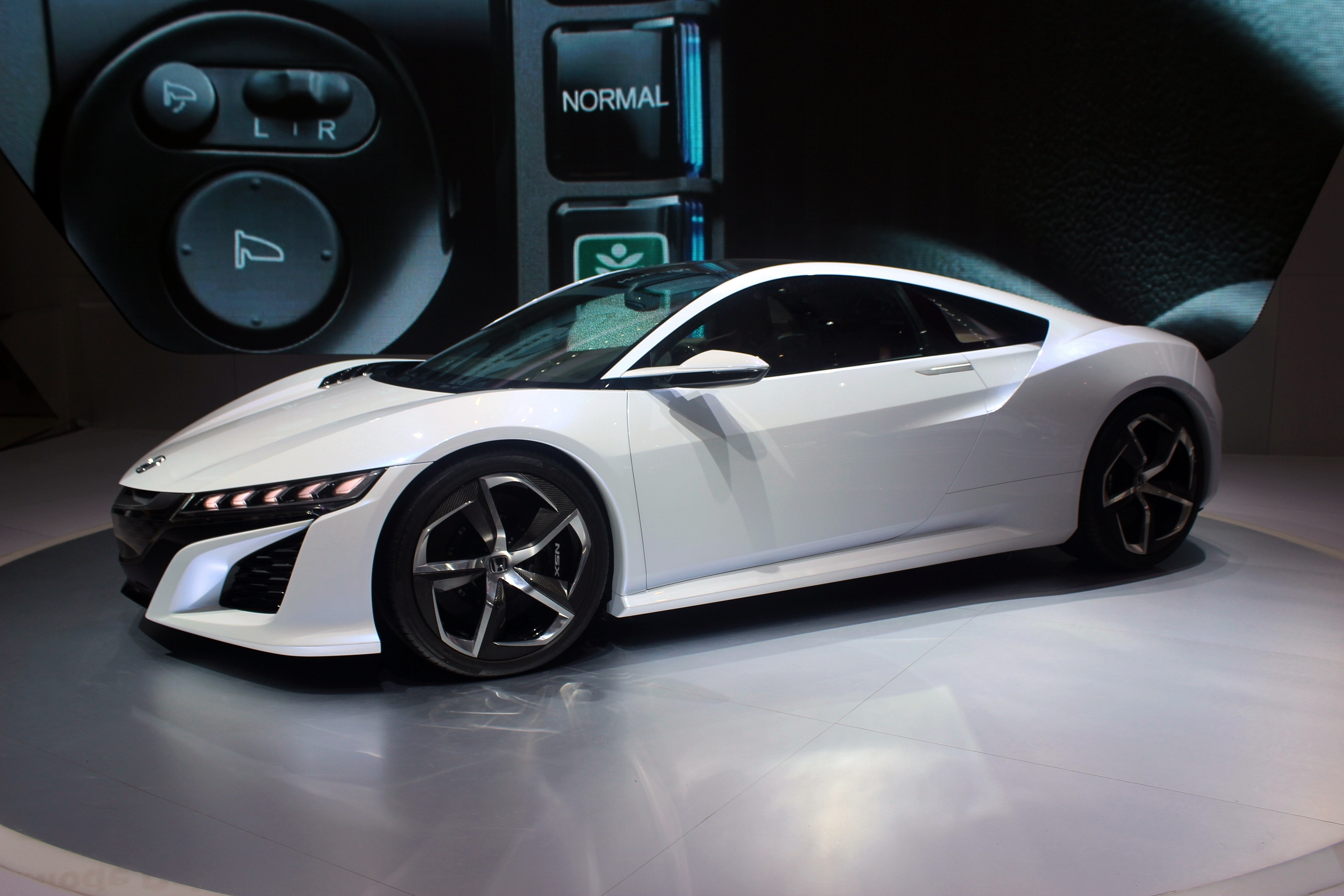
Honda NSX Concept (2014年)

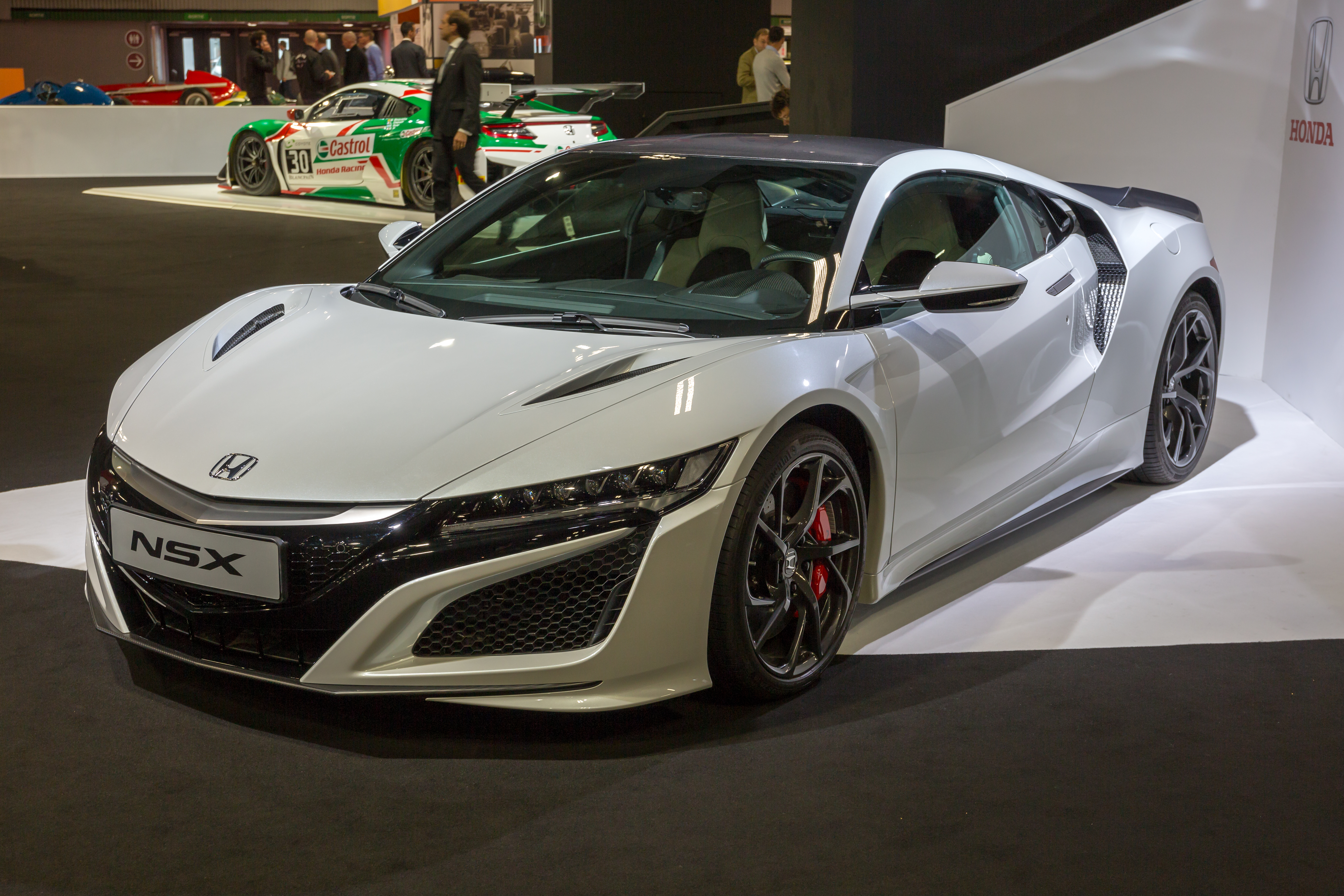
ホンダ・NSX、モンディアル・ド・ロトモビル(2018年)

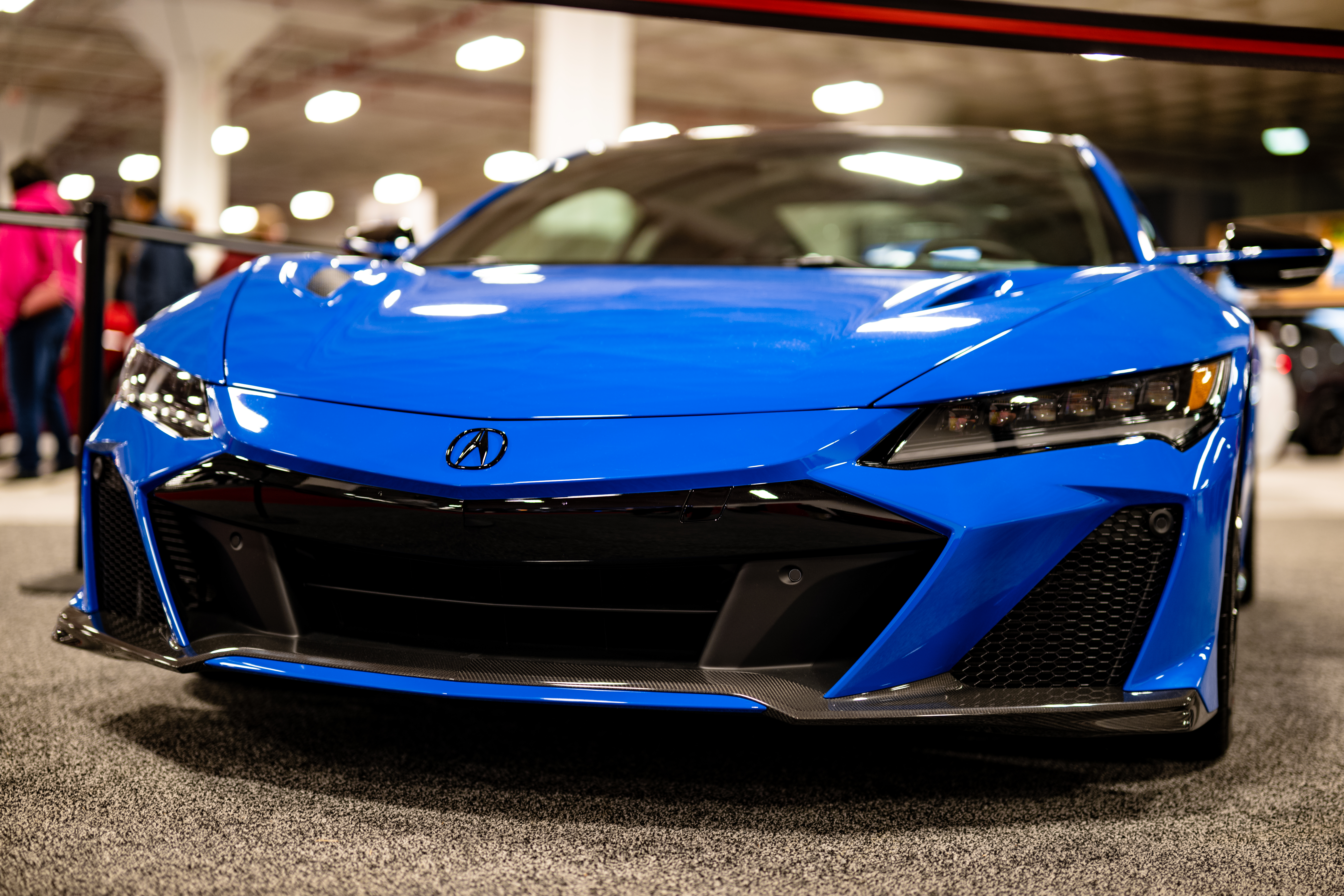
NSX タイプS（北米仕様）

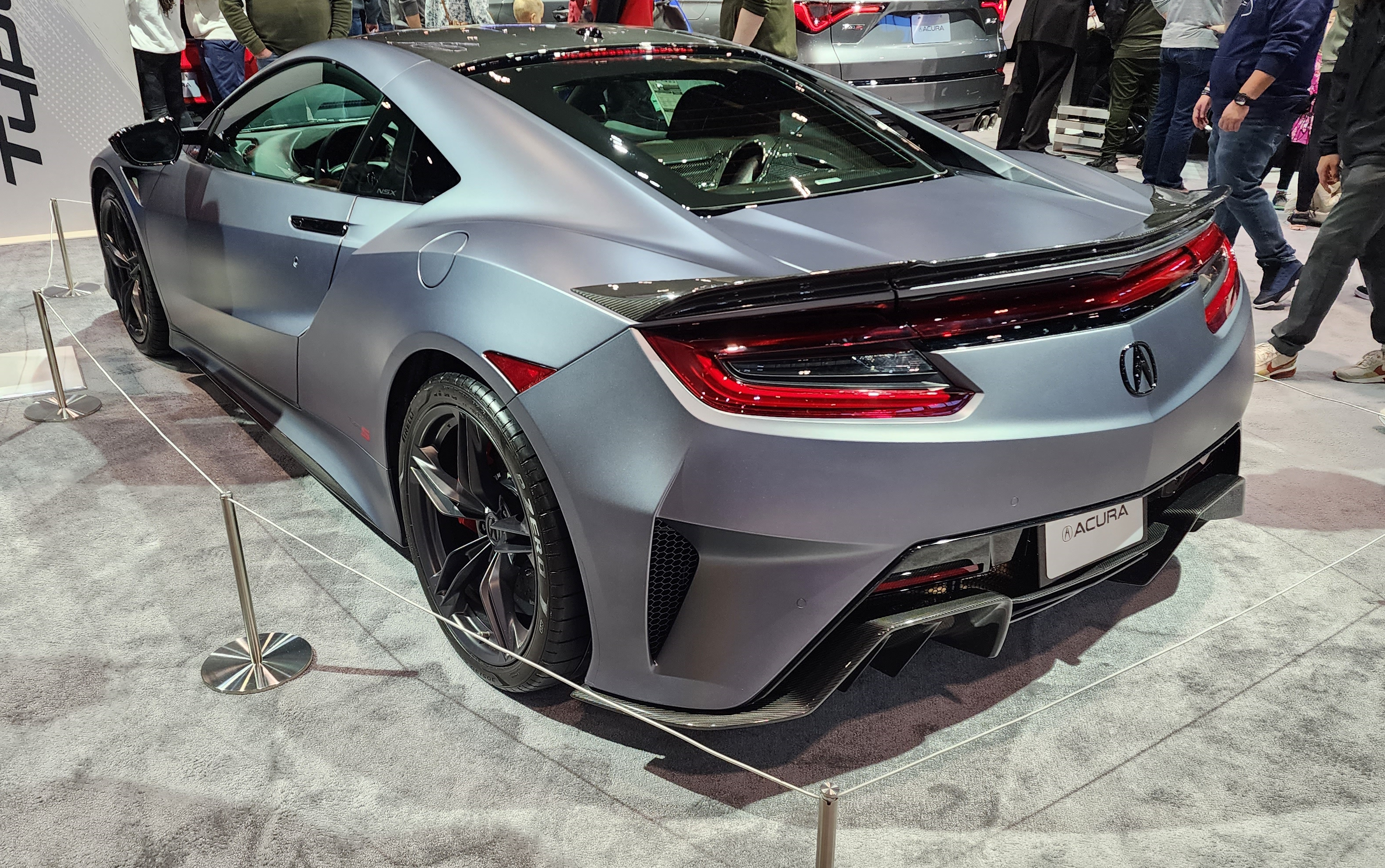
NSX タイプS（北米仕様）リア

2012年1月10日
2012年北米国際自動車ショーで「NSXコンセプト」を世界初披露。
V型6気筒 VTEC直噴エンジンをミッドシップレイアウトで配置し、走りと燃費性能を両立した高効率・高出力のハイブリッドシステム「SPORT HYBRID SH-AWD（Super Handling All Wheel Drive）」を搭載。新開発となる「SPORT HYBRID SH-AWD」は、エンジンと高効率モーターを内蔵したデュアルクラッチトランスミッションを組み合わせ、前輪の左右を独立した2つのモーターで駆動する電動式の四輪駆動システムを搭載したハイブリッドシステムである。
ホンダは「NSXコンセプト」をベースとしたスーパースポーツの米国での開発と生産、同国内で3年以内に発売予定であること、順次グローバル展開を目指すことを発表した。
2012年2月3日
同日開催した2012年のモータースポーツ活動発表会にて「NSXコンセプト」を日本初公開。
日本においては「Honda」での発売を予定し、日本市場への投入を機に、SUPER GTシリーズへの参戦も計画していることを発表した。
2013年8月5日
米国オハイオ州のミッドオハイオ・スポーツカーコースで開催されたインディカー・シリーズにて、新型「NSX」の試作車両のデモンストレーション走行を実施。
2013年10月23日
第43回東京モーターショーへの「NSX CONCEPT」の出展を発表。
2015年1月13日
2015年北米国際自動車ショーにて、アキュラブランドより新型「NSX」を世界初披露。
新開発の3.5L 直噴V型6気筒ツインターボエンジンをミッドシップレイアウトで配置するとともに、走りと燃費性能を両立した高効率・高出力の3モーターハイブリッドシステム「SPORT HYBRID SH-AWD」を搭載する。米国オハイオ州のメアリズビル四輪車工場の隣接地に位置する「パフォーマンス・マニュファクチュアリング・センター」で量産し、2015年後半に同国内で発売予定であることを発表。また、デザインやスペックの詳細に加え、米国での販売価格を約15万ドルからとし、同年夏からオーダー受付を開始することも合わせて発表した。
2015年9月30日
第44回東京モーターショー2015に「新型NSX」を展示することを発表。
2016年1月13日
2016年北米国際自動車ショーにおいて、新型「Acura NSX」の価格を発表。
工場装着オプションを含めたメーカー希望小売価格は156,000～205,700USドルとなる。受注は2016年2月25日から開始され、購入希望者はウェブサイト（Acura.com）で8色のボディカラー、4色のインテリアカラー、3種類のシート表皮、3種類のホイールデザイン、カーボン・セラミック・ブレーキ、カーボン・ルーフなどのオプションパーツから好みの仕様を選択することが可能。
2016年3月18日
新型「NSX」北米仕様車の量産を4月下旬より開始すると発表。
2016年5月25日
米国で新型「NSX」量産第一号車をラインオフし、オーナーに納車したと発表。
2016年8月8日
新型「NSX」の情報をホームページで先行公開。
新型「NSX」は、スーパースポーツのメンテナンスに必要な専用設備を備え、ホンダが認定したサービスエンジニアである「NSX スペシャリスト」が在籍する店舗を「NSX PERFORMANCE DEALER」として新たに選定し、ユーザーの購入やメンテナンスをサポートする。このNSX PERFORMANCE DEALERの認定店舗一覧も、ホームページで同時公開された。
2016年8月25日
新型「NSX」を発表。同日より申込受付を開始し、発売は2017年2月27日。
ボディカラーは、イメージカラーの「バレンシアレッド・パール（有料色）」をはじめ、「130Rホワイト」、「カジノホワイト・パール（有料色）」 、「ソースシルバー・メタリック（有料色）」、「ノルドグレイ・メタリック（有料色）」、「ベルリナブラック」、「クルバレッド」、「ヌーベルブルー・パール（有料色）」の8色を設定。初代モデルにも設定されていた「ベルリナブラック」以外は全て新色となる。
インテリアカラーの標準設定は「エボニー（ミラノレザー×アルカンターラ マニュアルシート）となる。また、カスタムオーダーとして、「セミアリニンレザー×アルカンターラ パワーシート+アルカンターラ ルーフライニング」を設定。「エボニー」、「オーキッド」、「サドル」、「レッド」の4色から選択可能。また、「セミアリニンフルレザー パワーシート+アルカンターラ ルーフライニング」も設定。こちらは「エボニー」、「オーキッド」の2色を設定している。
2018年8月24日
2018年秋に発表を予定している「NSX」の改良モデル（2019年モデル）を、ホームページで先行公開。
2018年10月25日
改良モデル（2019年モデル）を発表。（同日より申込受付開始、2019年5月発売）
タイヤを新開発の専用品に変更されたほか、スタビライザー（フロント・リアとも）、リアコントロールアームブッシュ、リアハブの剛性を向上。「インテグレーテッド・ダイナミクス・システム」の各モードの制御が最適化され、アクティブ・ダンパー・システム、VSA、EPSの各制御や「SPORT HYBRID SH-AWD」の駆動配分制御も変更された。
フロントグリルをシルバーからボディー同色に、メッシュパーツやオプション設定の各種カーボンパーツをマット仕上げからグロス仕上げにそれぞれ変更。ボディカラーは有料色で入れ替えられ、「ノルドグレイ・メタリック」に替わり、初代モデルに採用されていた「イモラオレンジ・パール」を基に、現在の塗装技術でより鮮やかな色に刷新された「サーマルオレンジ・パール」が追加され、オプション設定のカーボンセラミックブレーキローターのブレーキキャリパーの色に「オレンジ」が追加された。インテリアカラーは「セミアリニンレザー×アルカンターラ パワーシート+アルカンターラ ルーフライニング」設定時の選択肢に「インディゴ」が追加されるとともに、「レッド」は「セミアリニンフルレザー パワーシート+アルカンターラ ルーフライニング」設定時でも選択可能となった。
装備面では、従来メーカーオプションの「カーボンファイバーインテリアスポーツパッケージ」に含まれていたアルミ製スポーツペダル&フットレストが標準装備化された。
2019年12月5日
2020年モデルが発表され、受注が開始された（2020年4月発売）。
ボディカラーにおいて、初代モデルに採用されていた「インディイエロー・パール」を基に、クリアで鮮やかな発色へ進化させた「インディイエロー・パールII（有料色）」が追加設定され、全9色となった。
また、WLTCモードによる燃料消費率および排出ガスに対応し、「平成30年排出ガス基準50%低減レベル（☆☆☆☆）」認定を取得した。
2021年8月3日
利益率が低迷する四輪事業の立て直しのため、2022年12月をもって生産を終了することを発表。また、同月中に発表される予定の、最終モデルとなる「Type S」の先行情報を世界初公開。
2021年8月30日
「Type S」が正式発表された。
エンジンの燃焼効率の向上、高耐熱材ターボの採用による過給圧のアップ、冷却性能の向上などにより出力が向上され、IPUはバッテリー出力と使用可能容量の拡大により、最高出力・389kW(529PS),最大トルク・600N・m(61.2kg・m)とシステム全体の出力・トルクも向上。併せてエンジンサウンドをチューニングし、Honda初となるパドルホールド・ダウンシフトを採用。タイヤはフロント19インチ、リア20インチの高グリップ仕様の専用品となり、アルミホイールは新デザインの専用鍛造を採用したことでワイドトレッド化され、「インテグレーテッド・ダイナミクス・システム」はアクティブ・ダンパー・システム、EPS（電動パワーステアリング）の各制御や、「SPORT HYBRID SH-AWD」の駆動配分制御が見直されたことで、QuietモードではEVドライブの加速性能向上とEV走行領域の拡大を、Sport/Sport+モードでは全輪の駆動制御や姿勢制御を最適化、Trackモードではサーキットでのパフォーマンス走行におけるコントロール性やエンジンサウンドの一体感が向上された。
外観は前後バンパーが新デザインに変更。ボディカラーは限定新色としてHonda初のマットカラーである「カーボンマットグレー・メタリック（特別有料色）」と「ロングビーチブルー・パール（有料色）」を含む10色が設定された。
内装ではシートのカラーバリエーションを一新するとともに、ヘッドレストにはNSXの刺繍、グローブボックスには「Type S」専用ロゴがそれぞれ施された。
全世界で350台が販売され、日本では同年9月2日からNSX PERFORMANCE DEALER（一部店舗を除く）にて購入申し込みが開始され、2022年7月に30台限定で発売される。
2022年10月31日
日本市場での輸入販売を終了し、公式ホームページへの掲載も終了。これにより、ホンダが日本国内で販売するラインナップからクローズドボディの2ドアクーペ、ならびにV型6気筒エンジン搭載車が消滅した。

## 日本国内での販売・アフターサービス
「NSX PERFOMANCE DEALER」は、山形県・滋賀県・高知県・宮崎県・沖縄県を除く42都道府県に展開しており、2016年10月時点で122店舗設けられている。地域によっては1店舗だけの府や県、県庁所在地ではない市や町に店舗がある場合がある。
但し、Honda認定中古車は「NSX PERFOMANCE DEALER」を併設していないHonda認定中古車 U-Selectを取扱うHonda Cars店でも取扱い可能である。
新車購入・認定中古車購入を問わず、点検・整備などのメンテナンスに関しては特殊車両として扱われるため「NSX PERFORMANCE DEALER」のみでの対応となり、「NSX PERFORMANCE DEALER」を併設していないHonda Cars店では対応不可となる。ただし、初代モデルについては「NSX PERFORMANCE DEALER」に限らず全てのHonda Cars店で従来通り対応可能となっている。
また、「NSX PERFORMANCE DEALER」では専用のサービスプログラムも取り扱われており、通常の法定点検、車検、Honda推奨の点検・整備（無料6ヶ月点検及びHondaの安心快適点検）に加え、アライメントテスターを用いたホイール・アライメントの測定を行う「NSX特有点検」などをパッケージ化した専用のメンテナンスサービス「NSX Maintenance plan」や、初度登録から6ヶ月後の前日までに加入することで、メーカー保証（通常は新車登録から3年、特別保証の場合は5年）の期間終了後もメーカー保証と同等の保証（1回の故障につき最高500万円を保証・回数制限なし・走行距離無制限）を受けることが可能な「NSX延長保証」が用意されている。
Honda認定中古車 U-Selectの場合の保証並びに点検パッケージは、「NSX延長保証」は初度登録から3年以上または走行距離が60,000km以上の場合の車両に関しては前所有者から継承可能である（初度登録から3年未満かつ走行距離が60,000km未満の場合の車両の場合は前所有者から継承されない）が、「NSX Maintenance plan」は前所有者から継承されない。そのため、点検パッケージは、Honda他車種と同様にHondaの定期点検パックである「まかせチャオ」が適用される。保証に関しても、「NSX延長保証」（初度登録から3年以上または走行距離が60,000km以上の場合のみ）の他にも、Honda認定中古車無料保証（U-Selectの場合は1年、走行距離が50,000km未満・年式が5年未満・車両状態における評価が4点以上に車両に適用されるU-Select Premiumの場合は2年）、購入時に加入して保証期間が5年間に延長可能な「ホッと保証+」が適用される。

## レース活動
初代NSXが参戦していたSUPER GT・GT500クラスは2009年にレギュレーション変更が行われ、2010年からホンダ・HSV-010で参戦していたが、2014年から車両規則の一部をドイツツーリングカー選手権（DTM）と統一されることに合わせ、既に発表されていたNSX CONCEPTをベースにした「NSX CONCEPT-GT」として参戦した。2017年からは同年2月に日本での販売が始まるのに合わせて、NSX CONCEPTベースからNSXベースの「NSX-GT」に変更された。
DTMの車両規則はFRに限定されているが、ホンダは最低車両重量を上積みすることを条件に特認を受け、ベース車と同様にミッドシップ+ザイテック製ハイブリッドシステムが搭載された。しかし2016年シーズン以降は「バッテリー製造メーカーからの供給を受けることが困難になった」という理由から、ハイブリッドシステムを搭載せずに戦っている。
シルエットタイプカーとなるGT500クラスのレギュレーションの関係上、エンジンは2L・直列4気筒のHR-414E（2017年よりHR-417E、2020年よりHR-420E）に変更している。
2014年デビューシーズン序盤はマシントラブル等に悩まされ、第2戦富士では全車がリタイアするなど成績を残せなかったが、第4戦菅生ではチーム国光のRAYBRIG NSX（小暮/武藤組）が予選2位を、REAL RACING（塚越/金石組）が3位でゴールし、新NSX初の表彰台を獲得した。第5戦富士で童夢レーシング（山本/マコヴィッキィ組）が優勝した上にナカジマレーシングの（中嶋/バゲット組）が3位になった。
2015年はチーム国光（山本／伊沢 組）が唯一気を吐き、レクサス勢を上回る年間3位を獲得した。
2016年は前述の通り突如ハイブリッドを降ろした影響から戦闘力を発揮できず、3メーカー中唯一未勝利という苦渋の一年を送った。
2017年は開幕戦でPPを獲得するが、予選で1台、決勝のオープニングラップで3台、決勝で1台と5台全てが電装系トラブルによりストップ。最終的に1台のみ完走するという珍事に見舞われた。第二戦も下位に沈んだため、この状況を重く見たGTAは、ミッドシップハンデ29kgを14kgに軽減。その効果もあってか、第3戦から連続PPを獲得、夏の富士と鈴鹿1000kmではNSXが待望の優勝を収めた。
2018年は開幕戦岡山でREAL RACINGが優勝。第3戦鈴鹿と最終戦もてぎではARTAがポールトゥウィン。そして第6戦SUGOではチーム国光が優勝。計4勝を飾り、ホンダとしては2010年以来のシリーズチャンピオンをチーム国光（山本・バトン組）が獲得した。
2019年8月29日、JAFが公示した2020年のGT500クラスの国内競技車両規則に「搭載されるエンジンは、車室より前部に配置されなければならない」と記されており、エンジンをミッドシップに置く現行の車両は2019年シーズンで姿を消すことが確定した。このことから、2020年シーズンは駆動方式をFRにしたNSXで参戦する。
2019年は結局、開幕戦岡山（悪天候により30周でレース終了）でのARTAの1勝に留まり、ポイントランキングでもREAL RACINGの6位が最高位と、6勝を挙げてポイントランキング1・2・4・5位を獲得したレクサス勢に大きく水をあけられた。
2020年はNSX-GTが前述の通りFR化された初年度であった。そして、SARS-CoV-2の流行により開催スケジュールも大きく変更され、第1・2・5・最終戦が富士、第3・6戦が鈴鹿、第4・7戦がもてぎでの開催となり、前半戦は無観客となった。
開幕戦では新型GRスープラを投入したトヨタ勢にトップ5を独占され、ホンダ陣営は大きな屈辱を味わった。しかし翌戦ではARTA（野尻・福住組）がポール、KEIHINがフロントロウから優勝し、第4戦でもフロントロウからREAL RACINGが優勝。そして第7戦では、それまで3度のPPを獲得していながら勝利にたどり着けていなかったARTAが悲願の今シーズン初優勝。ホンダ勢は全車でトップ5を独占、開幕戦の雪辱を果たした。そして最終戦。「優勝＝チャンピオン」というチームは6つ存在する、前代未聞の最終戦であった。最終戦で力を発揮したのは、チーム国光（山本・牧野組）だった。予選では7位と出遅れたが、山本に交代した後の中盤には2位に浮上し、PPからトップ走行中のKeePer TOM’S GR SUPRAを猛追。ラスト数周には、15秒程度あったギャップを2秒まで縮め、GR SUPRAを駆る平川のペースを無理矢理上げさせた。そして最終周の最終コーナー。KeePer TOM‘Sはガス欠で失速。遂にチーム国光はシリーズチャンピオンを獲得した。NSX-GTはシリーズ4勝、5度のPP（ARTAが3回、ナカジマレーシングが2回）を獲得する大活躍を見せた。
2021年はREAL RACING、ARTA、チーム国光が第7戦までトップ3を占めていたが、最終戦富士では、他車との接触などで上位入賞ならず、ホンダ初の2連覇は成らなかった。
2022年はType S仕様へと変更する。またホンダの四輪モータースポーツ開発の拠点である「HRD Sakura」がホンダ・レーシング（HRC）に移管されたことに伴い、NSXの開発もHRCの指揮下で行われることになった。ドライバーはチーム国光、ARTA、無限、ナカジマレーシングは2021年度と変わらず、REAL RACINGは塚越のパートナーに日産陣営から松下信治が移籍した体制で戦う。
2023年は無限がARTAのメンテナンスを行う事からエントラントとしては撤退。代わりにARTAが2台体制となる。ドライバーはチーム国光、REAL RACINGは2022年度と変わらず、ナカジマレーシングは伊沢のパートナーにGT300から昇格した太田格之進、ARTA8号車は野尻のパートナーに前年無限でドライブした大湯を、ARTA16号車は福住のパートナーに大津と3台が体制を変更する。シーズン後半戦で連勝したARTAがチャンピオンの可能性を残したまま最終戦に挑んだが、優勝は出来ずNSX勢はARTAの4位が最高となりシーズンを終えた。
2024年からシビックタイプRをベースとしたシビックタイプR-GTが投入される事から、この2023年シーズンをもってNSX-GTでの参戦は終了した。

### NSX GT3
2017年からはFIA GT3仕様、NSX GT3の販売がスタートし、初年度はIMSA ウェザーテック・スポーツカー・チャンピオンシップのGTデイトナクラスに2台が参戦。第5戦・第6戦と2勝を挙げた。翌年は開幕戦からクラス2位と順調な滑り出しで、第4戦のミッドオハイオでは0.191秒差で惜しくも2位となる。第5戦のデトロイトではマイケル・シャンク・レーシング（MSR)が今季初勝利と1-2フィニッシュを達成、翌戦のワトキンス・グレンでもクラス2位に入り、この時点でGTDクラス2位となった。それからは入賞は続くものの、表彰台にのれないレースが続いたが、第10戦でクラス2位、翌戦では逆転優勝でタイトルを射程にとらえる。しかし最終戦でクラス2位に入るも、チャンピオンに一歩及ばず、ドライバーズ、チームともにランキング2位となる。2019年、NSX GT3はドライバーズ選手権とチーム選手権を制し、MSRチームはシーズン中に優勝1回、2位4回を獲得した。同車は選手権タイトルの防衛に成功し、2020年にはマニュファクチャラーズタイトルも獲得した。2022年、グラディエント・レーシングはNSX GT3でプチ・ル・マン耐久レースを制した。
2018年からはSUPER GT・GT300クラスにも登場し、CARGUY RacingとDrago CORSEが、2019年からはTEAM UPGARAGEとARTAが同マシンで参戦し、CARGUY Racingを除いた3チームが長年参戦していた。このうちDrago CORCEとARTAはチーム運営の都合により2022年～2023年にかけてNSXでの参戦を終了し、2024年シーズン開始時点で残るはTEAM UPGARAGEとなっていたが、ベース車の生産終了によるファクトリーサポートの縮小に伴い、TEAM UPGARAGEも2024年シーズン限りでNSXでの参戦を終了し、SUPER GTからNSXは姿を消した。また、同様にIMSAやGTWCといった海外の主要レースからも前述の理由からその多くが2024年を最後に姿を消した。
一方で車両のホモロゲーションは依然有効であり、2025年もJAS MortorsportによるサポートでイギリスのブリティッシュGT選手権とイタリア国内のGT選手権で参戦を続けている地元系のチームが存在し、後者は"Evo25"の新型エアロキットを独自に装着している。
SUPER GTでは2019年にARTA(高木真一/福住仁嶺組)がシーズン1勝を挙げてシリーズチャンピオンを獲得している。

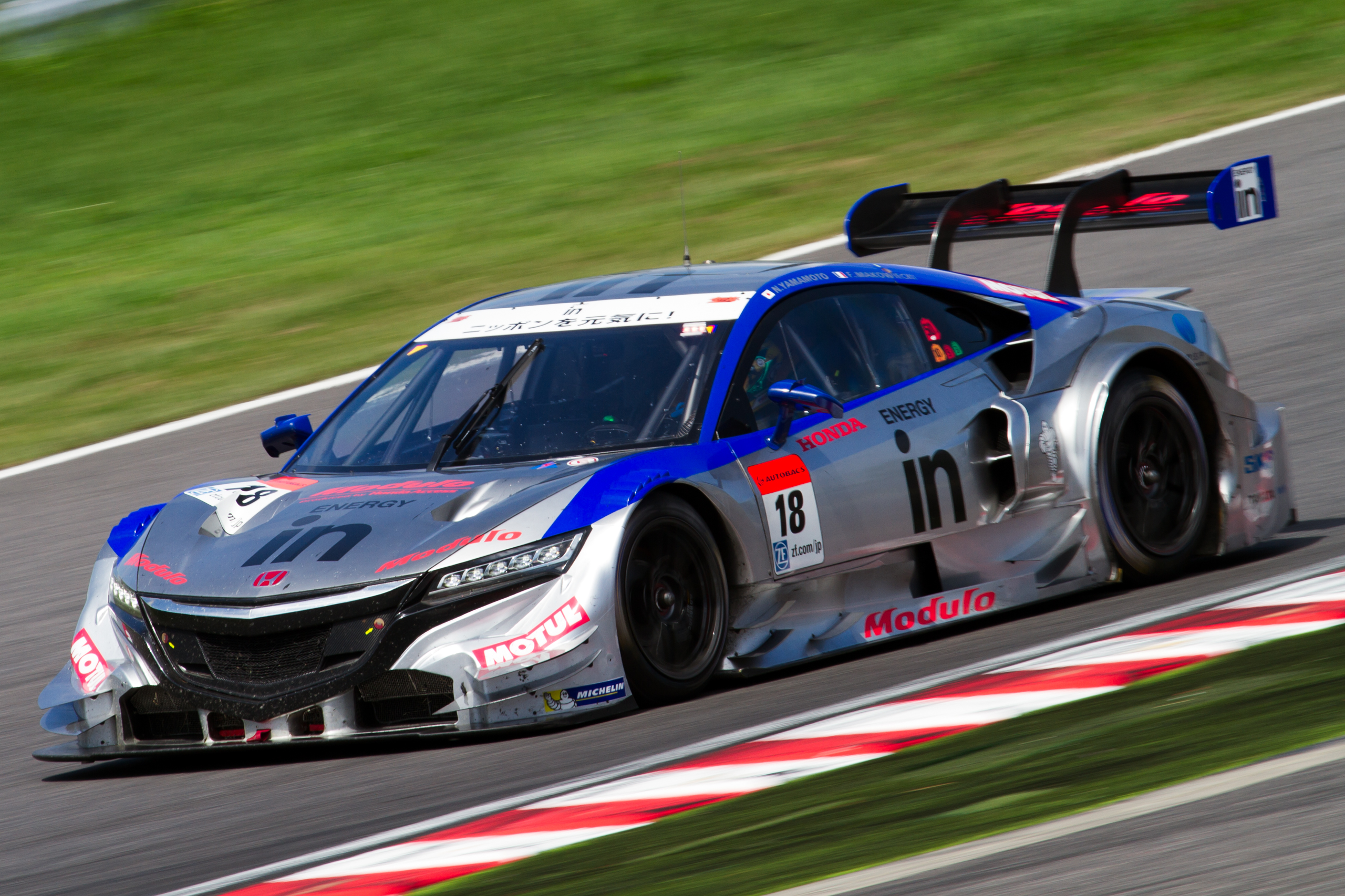
2014年GT500車両（ウィダーモデューロ NSX CONCEPT-GT）
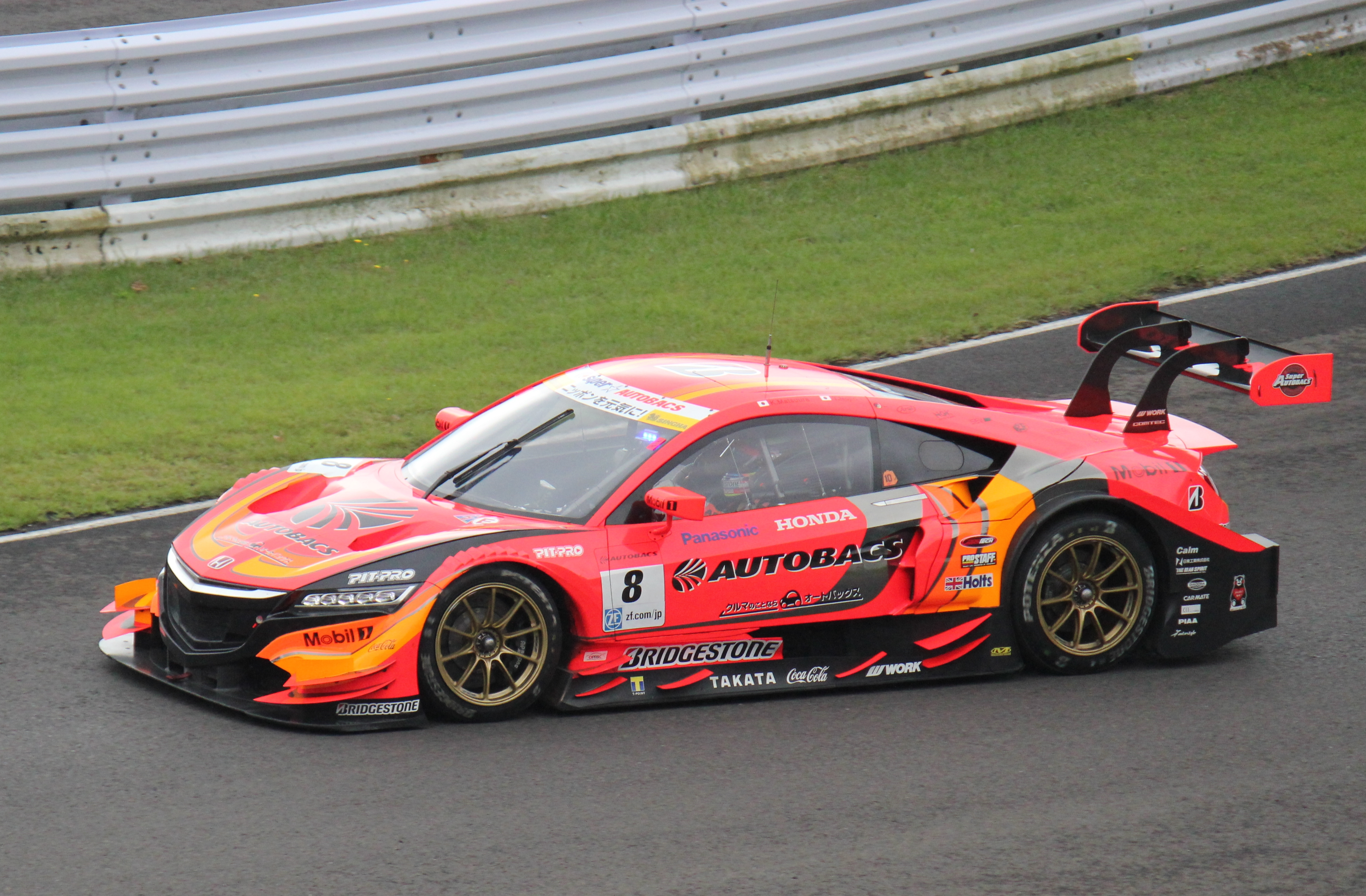
2016年GT500車両（ARTA NSX CONCEPT-GT）
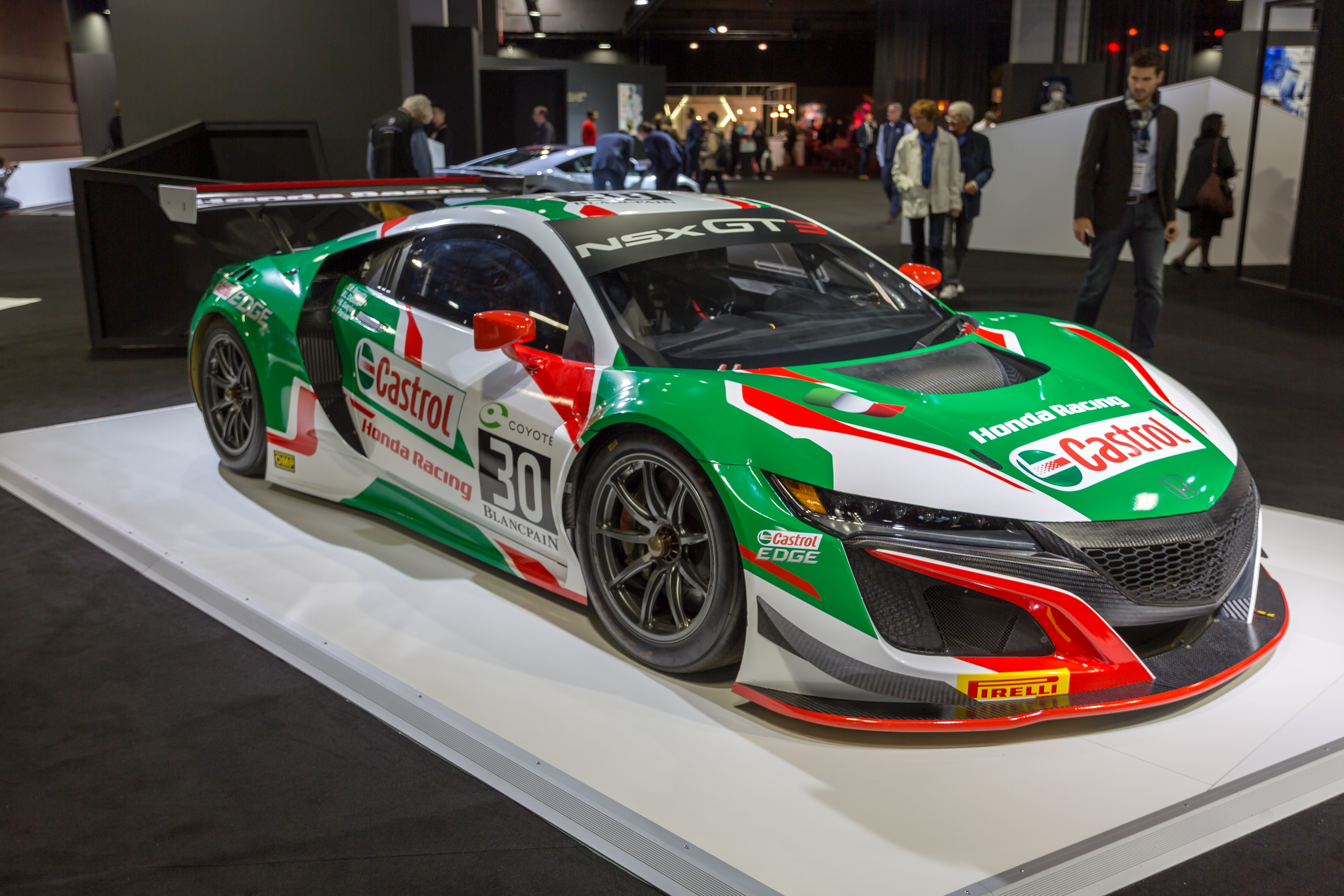
NSX GT3（2018年）
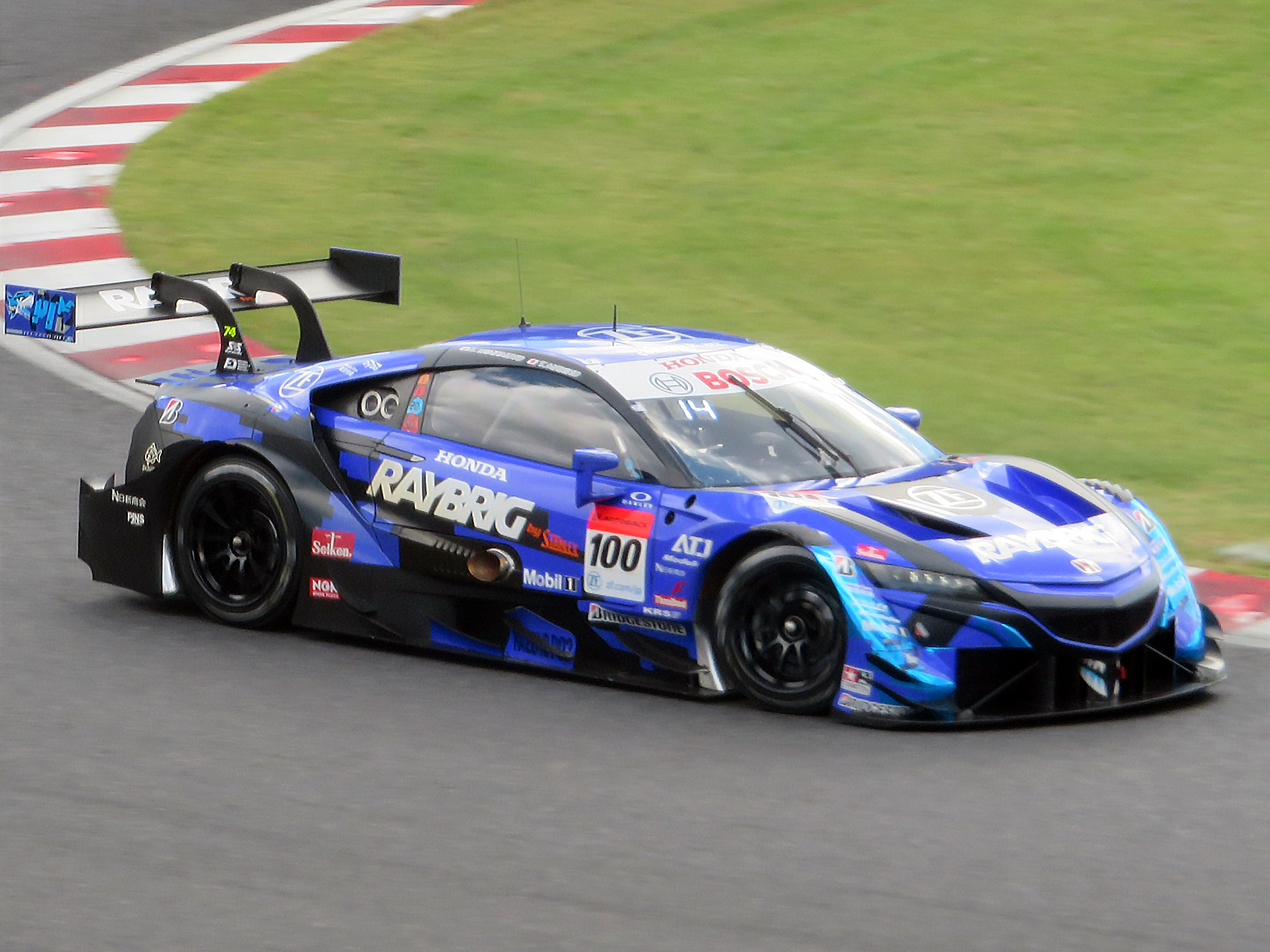
2020年GT500車両(RAYBRIG NSX-GT)
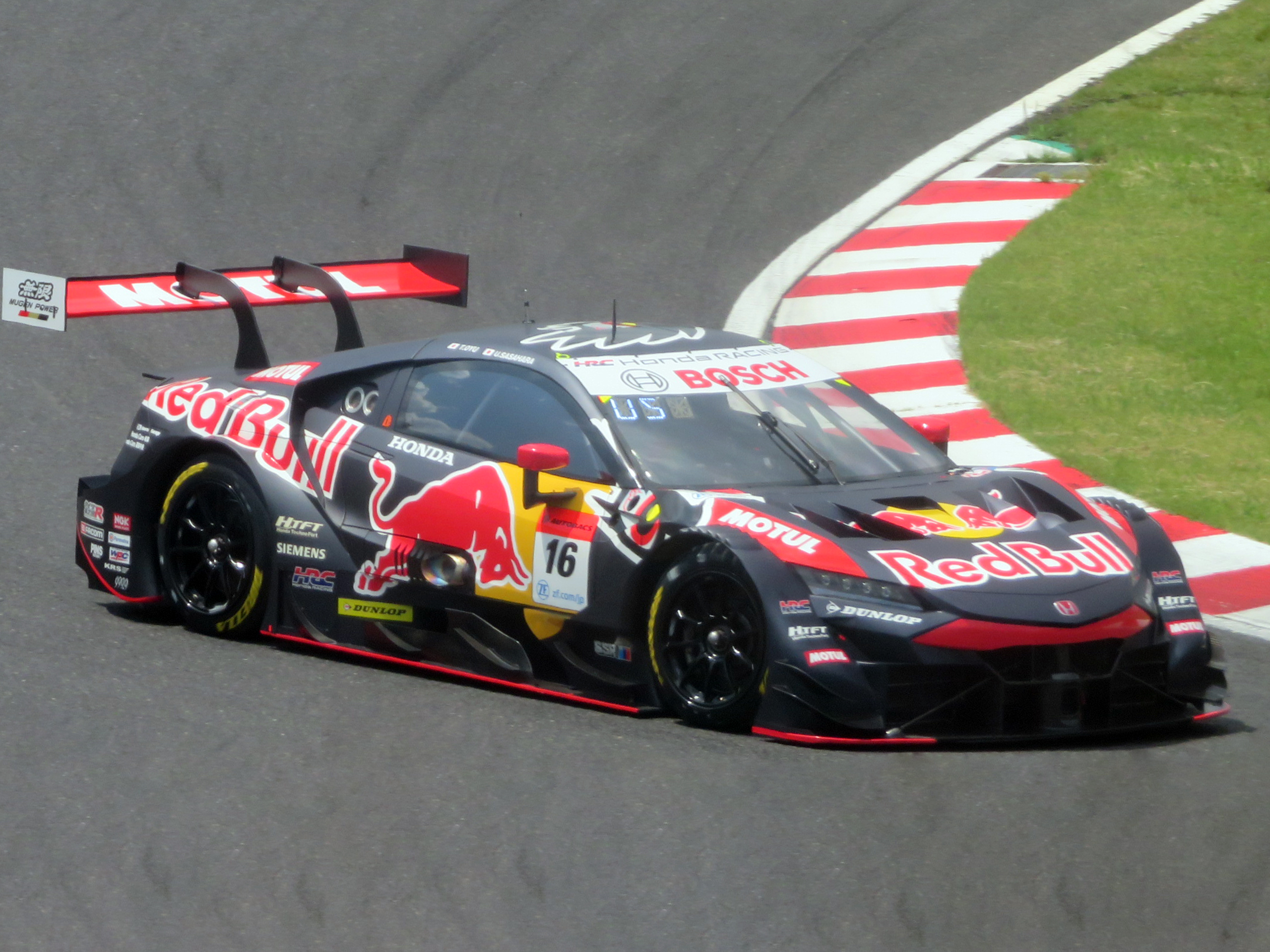
2022年GT500車両(レッドブル無限 NSX-GT)

## パトカー
2025年4月21日、滋賀県で不動産会社を営む経営者の男性から三重県警察にNC1型のパトカーが寄贈され、高速道路交通警察隊に配備された。NSXのパトカーは栃木県警察にホンダから寄贈されたNA1/NA2型に続いて2台目、現行モデルとしては唯一となる。
男性はモータースポーツの愛好者で、鈴鹿サーキットでもレース開催前の警察車両のパレード走行でNSXが走る姿が見られると多くの人が喜ぶのではないかと寄贈をきめ、2024年6月のレース観戦時に県警関係者に打診、実現した。既にNC1型は生産が終了していることから中古で車両を購入、改造費とあわせて2500万円だという。栃木県警のNA1/NA2型同様に「・110」のナンバープレートがつけられている。